# Enrico Fermi-prijs
De Enrico Fermi-prijs is een prijs voor wetenschappers van internationaal aanzien, voor hun bijdragen aan de ontwikkeling, het gebruik of de productie van energie. Hij wordt toegewezen door het Amerikaanse ministerie van Energie. De winnaar ontvangt een bedrag van $375.000, een getuigschrift ondertekend door de Amerikaanse minister van Energie en een gouden medaille met de afbeelding van Enrico Fermi.

## Winnaars
- 2024 – Héctor D. Abruña; Paul Alivisatos; John H. Nuckolls
- 2023 – Darleane C. Hoffman; Gabor A. Somorjai
- 2014 – Claudio Pellegrini en Charles V.Shank
- 2013 – Allen J. Bard en Andrew Sessler
- 2012 – Mildred Dresselhaus en Burton Richter
- 2009 – John B. Goodenough en Siegfried Hecker
- 2005 – Arthur H. Rosenfeld
- 2003 – John Bahcall, Raymond Davis Jr. en Seymour Sack
- 2000 – Sheldon Datz, Sidney D. Drell en Herbert F. York
- 1998 – Maurice Goldhaber en Michael E. Phelps
- 1996 – Mortimer M. Elkind, H. Rodney Withers en Richard L. Garwin
- 1995 – Ugo Fano en Martin D. Kamen
- 1993 – Liane B. Russell en Freeman Dyson
- 1992 – Harold Brown, John S. Foster en Leon M. Lederman
- 1990 – George A. Cowan en Robley D. Evans
- 1988 – Richard B. Setlow en Victor F. Weisskopf
- 1987 – Luis Alvarez en Gerald F. Tape
- 1986 – Ernest Courant en M. Stanley Livingston
- 1985 – Norman Rasmussen en Marshall Rosenbluth
- 1984 – Robert R. Wilson en George Vendryes
- 1983 – Alexander Hollaender en John H. Lawrence
- 1982 – Herbert L. Anderson en Seth Neddermeyer
- 1981 – W. Bennett Lewis
- 1980 – Rudolf E. Peierls en Alvin Weinberg
- 1978 – Wolfgang Panofsky en Harold M. Agnew
- 1976 – William L. Russell
- 1972 – Manson Benedict
- 1971 – Shields Warren en Stafford L. Warren
- 1970 – Norris E. Bradbury
- 1969 – Walter H. Zinn
- 1968 – John A. Wheeler
- 1966 – Otto Hahn, Lise Meitner en Fritz Strassmann
- 1964 – H.G. Rickover
- 1963 – J. Robert Oppenheimer
- 1962 – Edward Teller
- 1961 – Hans A. Bethe
- 1959 – Glenn T. Seaborg
- 1958 – Eugene P. Wigner
- 1957 – Ernest O. Lawrence
- 1956 – John von Neumann